# Hospital de alta complejidad en red El Cruce, Dr. Néstor Kirchner
El Hospital de alta complejidad en red El Cruce, Dr. Néstor Kirchner, también conocido como Hospital El Cruce, situado en la confluencia de la Avenida Calchaquí con las calles Bombero Galarza, Félix Lope de Vega y General Mariano Necochea, en el área de Cruce Varela, es un centro de alta complejidad integrado en la red de salud regional. Este complejo hospitalario es parte de una red que incluye varios otros hospitales en la zona: "Mi Pueblo" en Villa Vatteone, "Evita Pueblo" en Berazategui, "Arturo Oñativia" en Rafael Calzada, "Isidoro Iriarte" en Quilmes, "Dr. Oller" en San Francisco Solano, "Lucio Meléndez" en Adrogué, "Dr. José María Jorge" en Burzaco y "Julio Méndez" en Bernal.
Su función principal es atender casos de mayor complejidad, lo que implica que los pacientes deben ser derivados desde otros hospitales de la región en caso de necesitar servicios más especializados. Para facilitar este proceso, existe un servicio de gestión de pacientes que se encarga de coordinar los turnos en las distintas especialidades médicas.
Además, el Hospital El Cruce tiene una disponibilidad de 130 camas y ofrece una gama amplia de servicios médicos, como estudios diagnósticos avanzados y procedimientos quirúrgicos altamente especializados. Esta oferta responde a la necesidad de los habitantes de Florencio Varela, Berazategui, Almirante Brown y Quilmes de acceder a una atención de mayor complejidad dentro de su propia región.

## Reconocimientos
Desde el 2018, el Hospital El Cruce ha ingresado en el HospiRank de Global Health Intelligence con diversos reconocimientos a nivel nacional. Ese año, ingresó al puesto n° 9 de hospitales en Argentina con la mejor infraestructura para acomodar un alto volumen de procedimientos y al puesto n° 3 de hospitales en Argentina con las cantidades más altas de equipos quirúrgicos.
En 2021, se posicionó en el tercer lugar entre los centros mejor equipados de Argentina para atender a pacientes de alto riesgo. Además, alcanzó el cuarto puesto en equipamiento para Imagenología diagnóstica avanzada y se ubicó en el décimo lugar por contar con una de las cantidades más altas en el país de equipos quirúrgicos básicos.